# Attraversando gli anni
Attraversando gli anni è il singolo di debutto della cantante italiana Federica Carta, pubblicato il 16 dicembre 2016.

## Tracce
Testi e musiche di Federica Carta, Daniele Conti e Federico Fabiano.
1. Attraversando gli anni – 3:11

## Classifiche
| Classifica (2016) | Posizione massima |
| ----------------- | ----------------- |
| Italia            | 76                |